# No Love Lost
No Love Lost is het eerste officiële album van de Britse band The Rifles. Het bevat een aantal nummers van het in eigen beheer uitgegeven The Dreams Of A Bumblebee.
Het album verscheen ook in een uitgebreide versie met drie extra nummers. Deze versie is ook bekend als Japanse of toureditie. De singles "Local Boy", "Repeated Offender", "Peace & Quiet" en "She's Got Standards" waren afkomstig van No Love Lost.

## Tracklist
1. "She's Got Standards" (3:04)
2. "Local Boy" (2:52)
3. "One Night Stand" (2:49)
4. "Hometown Blues" (2.51)
5. "Peace & Quiet" (2:45)
6. "Spend A Lifetime" (2:34
7. "Robin Hood" (2:08)
8. "She's The Only One" (3:15)
9. "Repeated Offender" (2:41)
10. "When I'm Alone" (3:18)
11. "Narrow Minded Social Club" (3:14)*
12. "Up Close" (3:11) (uitgebreide versie)
13. "Down South" (2:43) (uitgebreide versie)
14. "Holiday in the Sun" (3:07) (uitgebreide versie)

* gevolgd door de verborgen track "Fat Cat"